# Réveillon (Yerres)
Pour les articles homonymes, voir Réveillon.
Le Réveillon est une rivière française de la région Île-de-France et un sous-affluent de la Seine par l'Yerres.

## Toponymie
Son nom serait issu du bas latin à valeur diminutive ripellio, du latin rivus, « ruisseau », d'où « tout petit ruisseau ».

## Géographie
Le Réveillon est un affluent de l'Yerres, d'une longueur de 21,6 km.
Il prend sa source dans la forêt d'Armainvilliers à Gretz-Armainvilliers en Seine-et-Marne et se termine dans la commune d'Yerres dans l'Essonne. Son débit moyen à la station de La Jonchère à Férolles-Attily est de 0,304 m3/s.
Son principal affluent est le ru de la Ménagerie qui commence à Ozoir-la-Ferrière traverse Lésigny et sa confluence se situe en limite des communes de Lésigny et Férolles-Attilly.
Le Réveillon prend sa source dans une forêt puis traverse une plaine agricole entre Gretz-Armainvilliers (77) et Marolles-en-Brie (94) ; il traverse ensuite une vallée verdoyante à Villecresnes et se termine dans une forêt limitrophe entre Yerres et Brunoy pour se jeter dans l'Yerres au niveau de l'ancienne abbaye de Yerres.
Dans la commune de Villecresnes, un étang fut construit, en 1989, pour la régulation de la rivière pendant les inondations.
En 2005, l'occupation des sols du bassin versant est de 46,2 % pour le secteur forestier, de 25,7 % pour le secteur rural et de 28,1 % pour la zone urbaine.

## Communes traversées

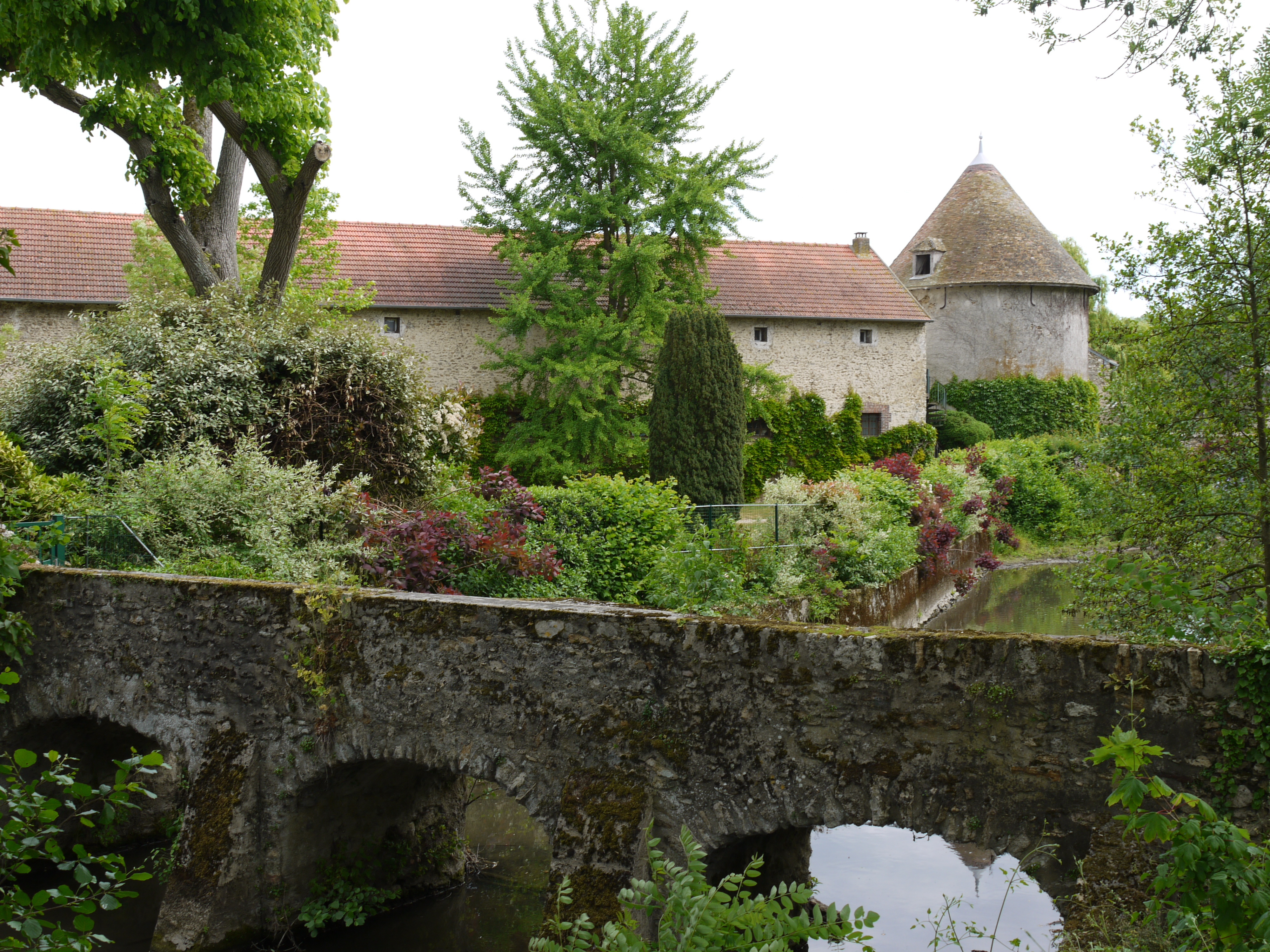
Colombier de l'ancienne ferme des Lyons à Santeny. Le ruisseau qui traverse la commune est le Réveillon.

En Seine-et-Marne
Gretz-Armainvilliers ~ Chevry-Cossigny ~ Férolles-Attilly ~ Lésigny ~ Servon
Dans le Val-de-Marne
Santeny ~ Marolles-en-Brie ~ Villecresnes
Dans l'Essonne
Brunoy ~ Yerres
Dans ces deux communes, elle tient de délimitation administrative.

## Affluents
Le Réveillon a sept tronçons affluent référencés :
- Le ru du Coupe Gorge (rg), 1,4 km à Chevry-Cossigny et mesure 1,1 km
- Le ru de la Ménagerie (rd), 11 km qui prend naissance à Favières et rejoint le Réveillon à Lésigny
- Le ru de la Fontaine du Camp et mesure 0,8 km[2]
- Le ru de Marolles et mesure 2,7 km[2]
- Le ru de la Saussaye et mesure 1,7 km[2]
- Le ru de Boissy-Saint-Léger et mesure 3,1 km[2]
- Le ru du Bois Saint-Leu et mesure 2 km[2]
- Le ru du Château de Choigny et mesure 1,9 km[2]

Donc son rang de Strahler est de deux.

## Gestion de la rivière
Entre Santeny et Yerres, la rivière est gérée par le SyAGE[réf. nécessaire].

### Réalisations et projets
- Création d'un étang à Villecresnes pour réguler le flux de la rivière (réalisé en 1989)
- Réhabilitation d'un étang dans la commune de Santeny (réalisé en 2005)
- Réhabilitation de la confluence avec l'Yerres (réalisé en 2007)
- Réalisation d'un chemin piétonnier entre Santeny et Yerres (en cours)[Quand ?]